# Poșta Câlnău
Poșta Câlnău est une commune du județ de Buzău en Roumanie.